# Und abends in die Scala
Und abends in die Scala ist ein deutscher Musikfilm von Erik Ode aus dem Jahr 1958.

## Inhalt
Das Skandalmagazin Die nackte Wahrheit hat derzeit nur ein Ziel: Ein Foto von der berühmten Sängerin Gloria del Castro zu bekommen. Jeder kennt ihre Platten, doch niemand ihr Gesicht und auch ihr Manager Spadolini hütet ihr Geheimnis: del Castro ist in Wirklichkeit Yvette de Motestant, Ehefrau des amtierenden Familienministers, der nichts von ihren sängerischen Erfolgen wissen soll. Als Yvette jedoch erfährt, dass ihr Mann fremdgeht, reicht sie die Scheidung ein und will sich der Öffentlichkeit präsentieren. Überglücklich unterzeichnet Spadolini einen hochdotierten Vertrag mit der Berliner Scala – kurz darauf ist bei Familie Motestant der Familienfrieden wiederhergestellt und Yvette weigert sich, die Bühne zu betreten. Ersatz muss her und ist in der Pariser Varietékünstlerin Caterina schnell gefunden. Die bietet in der Show zusammen mit ihren Brüdern nämlich auch eine Imitation von Gloria del Castro und diese zeigt sich mit ihrem „Ersatz“ zufrieden. Nur weiß Caterina nicht, dass sie als Gloria gebucht wird.
Da niemand das wirkliche Gesicht von Gloria del Castro kennt, wird Caterina als Star an der Scala empfangen. Da sie zudem sehr gut tanzen kann, ist auch der Jungregisseur Robert Mertens von ihr begeistert. Caterina erfährt zufällig, dass jeder sie für Gloria del Castro hält und will ihr Engagement sofort abbrechen, da sie keine Hochstaplerin sei. Erst das gute Zureden Spadolinis lässt sie in Berlin bleiben.
Es folgen die Proben für die große Show. Caterina und Robert verlieben sich. Als Caterinas Brüder Silvio und Nico nach Berlin kommen, da sie Caterinas Namen in den Showankündigungen nicht finden konnten und nun glauben, Spadolini hätte ihre Schwester hereingelegt, sieht Robert Caterina mit einem ihrer Brüder. Ein anderer fährt sie am nächsten Tag zur Arbeit und als eine Zeitung zudem berichtet, dass Gloria del Castro in Wirklichkeit mit dem Familienminister verheiratet sei, glaubt sich Robert endgültig betrogen. Er behandelt Caterina bei der Probe schlecht, sodass sie schließlich kurz vor der Premiere ihrer Show mit ihren Brüdern abreist und in kleinen Clubs als Trio auftritt. Es gelingt Spadolini, seiner Geliebten Trudchen und Robert, das Trio ausfindig zu machen, das auf der Bühne gerade eine Clownsnummer zeigt. Robert erkennt Caterina im Clownskostüm und gibt vor, sie für einen Mann zu halten. Er erzählt ihr von seiner Liebe zu Caterina und der grundlosen Eifersucht und engagiert das „Clowns-Trio“ als Ersatz für den ausgefallenen Star Gloria del Castro.
Caterina erscheint zur Show, weil sie nun weiß, dass Robert sie liebt. Der wiederum will sie zwingen, ihre wahre Identität, die er von Spadolini und Trudchen erfahren hat, freiwillig preiszugeben und legt den Clownsauftritt direkt vor ihren Auftritt als Gloria del Castro. Caterina gelingt es, beide Auftritte zu absolvieren, indem sie das bühnenverliebte Trudchen als Double einsetzt. In ihrer Rolle als Gloria del Castro eröffnet sie schließlich dem Publikum, in dem auch Yvette und Pierre de Motestant sitzen, ihre wahre Identität. Das Publikum akzeptiert sie als Caterina Duval und auch Robert eröffnet ihr, dass er schon lange von ihrer Identität weiß und sie auch ohne berühmten Namen liebt.

## Produktion

### Produktionsnotizen

Filmlogo

Caterina Valente singt in Und abends in die Scala ihren großen Hit Spiel noch einmal für mich, Habanero. Weitere im Film von ihr gesungene Titel sind Eine Nacht am Rio Grande, Bei dir ist alles anders und Musik liegt in der Luft.
Im Film singen und tanzen neben Caterina Valente auch Silvio Francesco, Richard Allan, das Lucas-Trio, das Comedien-Quartett, die Esquires, die Moonlights und das Tiller-Ballett aus London. Es spielen die Orchester Kurt Edelhagen, Adalbert Luczkowsky und das RIAS-Tanzorchester. Zudem sind im Film die Steenbacks, die 4 Wirbelwinds, das Carvey-Trio und Bicans Hunde zu sehen.

### Veröffentlichung
Der Film wurde am 22. Februar 1958 im Stuttgarter Universum uraufgeführt.

## Kritik
Das Lexikon des internationalen Films sah in Und abends in die Scala „halbwegs reizvolle Gesangs- und Tanznummern, die Caterina Valente Gelegenheit geben, ihr Allroundtalent vorteilhaft zur Schau zu stellen, eingerahmt von einer schwerfälligen Liebesgeschichte nach Schema F.“